# Lauren Beukes
Lauren Beukes (ur. 5 czerwca 1976 w Johannesburgu, Południowa Afryka) – południowoafrykańska pisarka, scenarzystka i dziennikarka.

## Życiorys
Urodziła się 5 czerwca 1976 roku. Wychowała się w Johannesburgu. Zdobyła tytuł magistra kreatywnego pisania, który zdobyła na Uniwersytecie Kapsztadzkim. Przez dwanaście lat pracowała jako dziennikarka.
W 2010 otrzymała Nagrodę im. Arthura C. Clarke’a za powieść Zoo City, która była także nominowana do World Fantasy Award. W 2014 roku zdobyła August Derleth Award za książkę Lśniące dziewczyny, która ukazała się w Polsce w tym samym roku nakładem Domu Wydawniczego Rebis.
Obecnie mieszka w Kapsztadzie razem ze swoją córką.

## Wybrane utwory

### Powieści
- Maverick: Extraordinary Women from South Africa's Past (2005)
- Moxyland (2008)
- Zoo City(inne języki) (Zoo City 2010, wyd. pol. Rebis 2012)
- Lśniące dziewczyny(inne języki) (The Shining Girls 2013, wyd. pol. Rebis 2014)
- Broken Monsters (2014)
- Afterland (2020)[5]

### Opowiadania
Autorka publikowała swoje opowiadania w różnych antologiach:
- Urban '03 (2004)
- African Road: New Writing from South Africa (2005)
- 180 Degrees: New Fiction By South African Women Writers (2006)
- FAB (2007)
- Open: Erotic Stories from South African Women Writers (2008)
- Touch: Stories of Contact (2009)
- Home Away: 24 Hours, 24 Cities, 24 Authors (2010)
- Pandemonium: Stories of the Apocalypse (2011)